# MSR Studios
MSR Studios, tidigare Right Track Recording, är en inspelningsstudio i Midtown på Manhattan, grundad 1976 och är idag[när?] en av de främsta inspelningsstudiorna i New York.

## Historik
Studion är belägen nära Times Square på West 48th Street nära New Yorks mes kända musikaffärer Sam Ash och Manny's Music. MSR Studios grundades av studioägaren Simon Andrews.
2008 slogs MSR Studios ihop med den tidigare Right Track Recording, varpå anläggningen förvärvades av Dave Amlen under 2009.